# Schizopetalon brachycarpum
Schizopetalon brachycarpum är en korsblommig växtart som beskrevs av Al-shehbaz. Schizopetalon brachycarpum ingår i släktet Schizopetalon och familjen korsblommiga växter. Inga underarter finns listade i Catalogue of Life.